# Neocheritra namoa
Neocheritra namoa är en fjärilsart som beskrevs av De Nicéville 1895. Neocheritra namoa ingår i släktet Neocheritra och familjen juvelvingar. Inga underarter finns listade i Catalogue of Life.